# 150年代
150年代（ひゃくごじゅうねんだい）は、西暦（ユリウス暦）150年から159年までの10年間を指す十年紀。

## 人物
- アントニヌス・ピウス : ローマ皇帝（在位 : 138年 - 161年）